# Gregory Crewdson
Gregory Crewdson (Brooklyn, 26 settembre 1962) è un fotografo statunitense rinomato in tutto il mondo.
Crewdson nacque a Park Slope, un quartiere di Brooklyn. Da ragazzo fece parte di un gruppo punk rock chiamato "The Speedies". La loro maggiore canzone "Let Me Take Your Photo" divenne profetica per quello che Crewdson sarebbe diventato nella sua vita. Nel 2005 la canzone fu utilizzata dalla Hewlett-Packard per promuovere una fotocamera digitale.
Alla metà degli anni ottanta Crewdson ha studiato fotografia al Purchase College. Poi ha frequentato la Yale School of Art, presso la Yale University, nel New Haven, ricevendo un master in belle arti. In seguito ha insegnato presso il Sarah Lawrence, il Cooper Union, il Vassar College e presso la Yale University, dove ha tenuto una cattedra fino al 1993.
L'opera di Crewdson è presente a New York alla  Luhring Augustine Gallery e a Londra alla White Cube Gallery.

## Libri
- Hover: Artspace Books, 1995, ISBN 1-891273-00-0 (prima ed. hardcover)
- Twilight: Photographs by Gregory Crewdson, with essay by Rick Moody: Harry N. Abrams, 2003, ISBN 0-8109-1003-9 (prima ed. hardcover)
- Gregory Crewdson: 1985-2005: Hatje Cantz Publishers, 2005, ISBN 3-7757-1622-X (prima ed.  hardcover)
- Gregory Crewdson: Fireflies: Skarstedt Fine Art, 2007, ISBN 0970909055 (prima ed. hardcover ed.)
- Beneath the Roses, with Russell Banks: Abrams, 2008, ISBN 978-0810993808
- Dream house. Gregory Crewdson. Ediz. italiana e inglese Kathy Ryan e Tilda Swinton: Photology, novembre 2008, ISBN 978-8888359410
- Sanctuary,  Gregory Crewdson & Anthony O. Scott.  Ostfildern: Hatje Cantz, 2010, ISBN 978-0810991996
- Cathedral of the Pines, Gregory Crewdson, Aperture: 22 marzo 2016, ISBN 9781597113502